# Surubim
Surubim é um município brasileiro do estado de Pernambuco, conhecido como a Capital da Vaquejada. Administrativamente, o município é formado pelos distritos sede e Chéus. Sua população, de acordo com estimativas do Instituto Brasileiro de Geografia e Estatística (IBGE) em 2022, era de 64 120 habitantes.

## História de Surubim

### Topônimo
A cidade tem este nome em homenagem ao boi Surubim que foi atacado e devorado por uma onça nas terras da fazenda de Lourenço Ramos, que deram origem ao município.

### Formação administrativa
O município originou-se de uma fazenda de gado, pertencente a Lourenço Ramos da Costa. Em 1864, ele construiu um oratório dedicado a São José, onde o padre português Antônio Alves da Silva celebrava as missas dominicais. No entorno do oratório surgiram as primeiras casas. Em 1878, o oratório foi substituído por uma capela. Em 8 de junho de 1891, a lei provincial nº 1585 criou a freguesia de São José de Surubim, instalada em 1885 e regida canonicamente pelo padre José Francisco Borges.
Outra figura notável na história da fundação do município, foi Francisca Maria da Conceição Vaselis, filha de Lourenço Ramos da Costa, a mesma se tornou a maior e mais rica proprietária de terras, atuando como uma verdadeira oligarca em Surubim, até seu falecimento.
Foi emancipado, através da lei estadual nº 1.931, de 11 de setembro de 1928; se desmembrando do Município de Bom Jardim.

### Filhos ilustres
Surubim também é conhecida pelos seus ilustres filhos: José Abelardo Barbosa de Medeiros, conhecido como Chacrinha e Velho Guerreiro, comunicador de rádio e televisão brasileira, e Lourenço da Fonseca Barbosa (Capiba), compositor de frevo de Pernambuco.

## Geografia
Localiza-se a uma latitude 07º49'59" sul e a uma longitude 35º45'17" oeste, estando a uma altitude de 394 metros acima do nível do mar. Sua população estimada para 1º de julho de 2020 era de 65 647 habitantes, com uma área de 252,85 km². Seus limites são:
- Norte: Vertente do Lério e Casinhas.
- Leste: Salgadinho, João Alfredo e Bom Jardim e Limoeiro.
- Oeste: Santa Maria do Cambucá e Frei Miguelinho.
- Sul: Riacho das Almas e Cumaru.

O relevo de Surubim está inserido nas Áreas Desgastadas da Província Borborema, unidade formada por maciços altos e outeiros, com altitudes variando de 650 a 1.000 m, ou seja, superfícies onduladas com relevos residuais altos. O relevo é geralmente movimentado, com vales profundos e estreitos. A altitude média de Surubim é de 394m.
Surubim está inserido nos domínios da bacia hidrográfica do Rio Capibaribe e tem como principais tributários os rios Capibaribe e Caiai, além dos riachos do Brás, Maracajá, Pocoró, do Tanque Doce, Taepe e do Manso, todos de regime intermitente. O principal corpo de acumulação é a Barragem de Jucazinho com 327.035.818 m³. Em março de 2020, a barragem, que estava em estado de colapso desde 2016, atingiu 12,81% de sua capacidade após um período de chuvas na região.
O município, assim como a maior parte da região no seu entorno, apresenta vegetação de caatinga hiperxerófila. Nas cristas residuais altas predominam os solos litólicos, nos topos e vertentes das ondulações, os solos brunos não cálcicos e nas baixas vertentes das ondulações os planossolos. Os solos são pouco profundos e de fertilidade variando entre média e alta.

### Clima
| Maiores acumulados de precipitação em 24 horas registrados em Surubim por meses (INMET) | Maiores acumulados de precipitação em 24 horas registrados em Surubim por meses (INMET) | Maiores acumulados de precipitação em 24 horas registrados em Surubim por meses (INMET) | Maiores acumulados de precipitação em 24 horas registrados em Surubim por meses (INMET) | Maiores acumulados de precipitação em 24 horas registrados em Surubim por meses (INMET) | Maiores acumulados de precipitação em 24 horas registrados em Surubim por meses (INMET) |
| Mês                                                                                     | Acumulado                                                                               | Data                                                                                    | Mês                                                                                     | Acumulado                                                                               | Data                                                                                    |
| --------------------------------------------------------------------------------------- | --------------------------------------------------------------------------------------- | --------------------------------------------------------------------------------------- | --------------------------------------------------------------------------------------- | --------------------------------------------------------------------------------------- | --------------------------------------------------------------------------------------- |
| Janeiro                                                                                 | 54 mm                                                                                   | 20/01/2018                                                                              | Julho                                                                                   | 94 mm                                                                                   | 17/07/1975                                                                              |
| Fevereiro                                                                               | 56 mm                                                                                   | 13/02/2009                                                                              | Agosto                                                                                  | 47 mm                                                                                   | 19/08/1973                                                                              |
| Março                                                                                   | 95 mm                                                                                   | 15/03/1969                                                                              | Setembro                                                                                | 59 mm                                                                                   | 18/09/1977                                                                              |
| Abril                                                                                   | 135,2 mm                                                                                | 18/04/1974                                                                              | Outubro                                                                                 | 90,2 mm                                                                                 | 06/10/1976                                                                              |
| Maio                                                                                    | 106,8 mm                                                                                | 01/05/1978                                                                              | Novembro                                                                                | 58,4 mm                                                                                 | 19/11/2014                                                                              |
| Junho                                                                                   | 158 mm                                                                                  | 20/06/2020                                                                              | Dezembro                                                                                | 91,1 mm                                                                                 | 23/12/1999                                                                              |

O clima do município é o semiárido, com verões quentes e secos, com máximas alcançando os 32 °C e mínimas de 21 °C. O inverno é mais chuvoso, com mínimas de 18 °C e máximas entre 26 °C e 28 °C. O índice pluviométrico é de 580 mm/ano, concentrados entre os meses de março e julho, sendo o pico normalmente observado em junho.
Segundo dados do Instituto Nacional de Meteorologia (INMET), desde 1961 a menor temperatura registrada em Surubim foi de 10,2 °C em 4 de setembro de 1966 e a maior atingiu 36,5 °C em 1998, nos dias 9 de janeiro e 7 de fevereiro. O maior acumulado de precipitação em 24 horas chegou a 158 mm em 20 de junho de 2020, superando o recorde anterior de 146,6 mm em 14 de junho de 1966. Outros acumulados iguais ou superiores a 100 mm foram: 135,2 mm em 18 de abril de 1974, 128,8 mm em 18 de junho de 2010, 111,8 mm em 14 de abril de 1973, 106,8 mm em 1 de maio de 1978 e 103 mm em 30 de abril de 1977.
| Dados climatológicos para Surubim                                                        | Dados climatológicos para Surubim | Dados climatológicos para Surubim | Dados climatológicos para Surubim | Dados climatológicos para Surubim | Dados climatológicos para Surubim | Dados climatológicos para Surubim | Dados climatológicos para Surubim | Dados climatológicos para Surubim | Dados climatológicos para Surubim | Dados climatológicos para Surubim | Dados climatológicos para Surubim | Dados climatológicos para Surubim | Dados climatológicos para Surubim |
| Mês                                                                                      | Jan                               | Fev                               | Mar                               | Abr                               | Mai                               | Jun                               | Jul                               | Ago                               | Set                               | Out                               | Nov                               | Dez                               | Ano                               |
| ---------------------------------------------------------------------------------------- | --------------------------------- | --------------------------------- | --------------------------------- | --------------------------------- | --------------------------------- | --------------------------------- | --------------------------------- | --------------------------------- | --------------------------------- | --------------------------------- | --------------------------------- | --------------------------------- | --------------------------------- |
| Temperatura máxima recorde (°C)                                                          | 36,5                              | 36,5                              | 36,4                              | 32,6                              | 33,7                              | 33,4                              | 31,5                              | 32                                | 33,5                              | 35,3                              | 36                                | 35,6                              | 36,5                              |
| Temperatura máxima média (°C)                                                            | 31,9                              | 31,9                              | 31,6                              | 30,8                              | 29,2                              | 27,3                              | 26,5                              | 27,2                              | 29                                | 30,8                              | 31,8                              | 32,2                              | 30                                |
| Temperatura média compensada (°C)                                                        | 25,3                              | 25,6                              | 25,6                              | 25,2                              | 24,1                              | 22,7                              | 21,9                              | 22                                | 22,9                              | 24,1                              | 24,9                              | 25,3                              | 24,1                              |
| Temperatura mínima média (°C)                                                            | 21,1                              | 21,6                              | 21,7                              | 21,4                              | 20,6                              | 19,5                              | 18,7                              | 18,3                              | 18,9                              | 19,8                              | 20,5                              | 20,9                              | 20,3                              |
| Temperatura mínima recorde (°C)                                                          | 16                                | 16                                | 17,6                              | 16                                | 11,3                              | 15,4                              | 12,6                              | 12,4                              | 10,2                              | 15,3                              | 16,1                              | 16,8                              | 10,2                              |
| Precipitação (mm)                                                                        | 37,9                              | 41,6                              | 62,8                              | 68,7                              | 76,5                              | 99,1                              | 84,3                              | 47,8                              | 23,1                              | 8,8                               | 10,6                              | 19,1                              | 580,3                             |
| Dias com precipitação (≥ 1 mm)                                                           | 4                                 | 5                                 | 7                                 | 8                                 | 10                                | 13                                | 14                                | 10                                | 5                                 | 2                                 | 2                                 | 3                                 | 83                                |
| Umidade relativa compensada (%)                                                          | 75,2                              | 75                                | 74,3                              | 76,8                              | 79,7                              | 82,5                              | 83,1                              | 80                                | 75,4                              | 71                                | 69,4                              | 69,8                              | 76                                |
| Insolação (h)                                                                            | 244,7                             | 230,5                             | 246,7                             | 222                               | 206,9                             | 175,2                             | 180,1                             | 213,3                             | 241,6                             | 269,5                             | 271                               | 263,9                             | 2 765,4                           |
| Fonte: INMET (normal climatológica de 1991-2020; recordes de temperatura: 1961-presente) |                                   |                                   |                                   |                                   |                                   |                                   |                                   |                                   |                                   |                                   |                                   |                                   |                                   |

### Divisão distrital e povoados
- Distrito sede
- Alegre
- Barra da Onça
- Capim
- Casés
- Chã do Couve
- Chéus
- Desterro
- Diogo
- Doquinhas
- Furnas
- Gameleira
- Gancho de Galo
- Gangungo
- Jucá Ferrado
- Lagoa da Vaca
- Lagoa do Choro
- Lagoa Queimada
- Mimoso
- Mocotó
- Taperinha
- Tamanduá de Cima e de Baixo
- Taperinha
- Tatus
- Cachoeira do Taépe
- Taépe
- Imbé de Cima e de Baixo
- Duas Estradas
- Pilões
- Pinhões
- Capoeira do Milho
- Baracho

### Bairros
- Alto da Amizade
- Bela Vista/Salgado
- Cabaceira
- Centro
- Chã do Marinheiro
- Cohab 1 e 2
- Vila de Jacó
- Coqueiro
- IPSEP
- Santo Antônio/Cascão
- São José/Rua do Açude (RDA)
- Alto São Sebastião
- Vila Social
- Diogo
- Nova Esperança / Morro da Tiririca
- Lagoa da Vaca
- Lagoa do Choro
- Doquinhas
- Lagoa Nova
- Gancho do Galo
- Nova Surubim
- Baraúnas

## Turismo
Conhecida como a Capital da Vaquejada por ter a mais antiga e tradicional festa de vaquejada do Brasil, o município realiza na terceira semana do mês de setembro, a Festa do Gado, que chega a atrair cerca de 100.000 visitantes. A cidade também ficou imortalizada nos versos da música do Quinteto Violado e da dupla de forró Sirano e Sirino. Hoje Surubim também conta com um tradicional carnaval, que acontece após a quarta-feira de cinzas e estende-se até o domingo pós-carnavalesco, quando a cidade recebe mais de 100.000 visitantes. Tem como filhos ilustres Capiba e Chacrinha. As festas são as principais atrações turísticas da cidade, que conta com grandes praças, belezas naturais entre outros.

## Economia
De acordo com dados do IPEA do ano de 1996, o PIB era estimado em R$ 53,58 milhões, sendo que 12,9% correspondia às atividades baseadas na agricultura e na pecuária, 7,0% à indústria e 80,0% ao setor de serviços. O PIB per capita era de R$ 907,86.
Em 2018, conforme estimativas do IBGE, o PIB havia evoluído para R$ 753,840 milhões e o PIB per capita para R$ 11.683,83.

### Produção agrícola
| Lavoura                      | Quantidade produzida (ton.) | Valor da produção (R$ mil) | Área plantada (ha.) | Área colhida (ha.) | Rendimento médio (kg/ha.) |
| ---------------------------- | --------------------------- | -------------------------- | ------------------- | ------------------ | ------------------------- |
| Algodão herbáceo (em caroço) | 15                          | 13                         | 10                  | 10                 | 1.500                     |
| Batata-doce                  | 48                          | 19                         | 6                   | 6                  | 8.000                     |
| Coco-da-baía                 | 710 (mil frutos)            | 201                        | 39                  | 39                 | 18.205 (frutos/ha.)       |
| Fava                         | 30                          | 66                         | 100                 | 100                | 300                       |
| Feijão (em grão)             | 336                         | 299                        | 1.120               | 1.120              | 300                       |
| Goiaba                       | 8                           | 3                          | 2                   | 2                  | 4.000                     |
| Mandioca                     | 80                          | 8                          | 16                  | 10                 | 8.000                     |
| Milho (em grão)              | 180                         | 39                         | 1.500               | 1.500              | 120                       |

### Pecuária
| Rebanho                          | Efetivo (cabeças) |
| -------------------------------- | ----------------- |
| Bovino                           | 8.900             |
| Suíno                            | 4.859             |
| Eqüinos                          | 80                |
| Asininos (jumentos)              | 190               |
| Muares (mulas)                   | 120               |
| Ovinos                           | 2.200             |
| Galinhas                         | 2.300             |
| Galos, frangas, frangos e pintos | 35.000            |
| Caprinos                         | 2.000             |
| Vacas ordenhadas                 | 800               |

| Gênero          | Produção           |
| --------------- | ------------------ |
| Leite de vaca   | 1.176 (mil litros) |
| Ovos de galinha | 18 (mil dúzias)    |

## Dados estatísticos

### Educação
| Ensino      | Alunos matriculados | Professores |
| ----------- | ------------------- | ----------- |
| Fundamental | 10.764              | 442         |
| Médio       | 3.116               | 202         |

- Analfabetos com mais de quinze anos: 32,51% (IBGE, Censo 2000).

### Índice de Desenvolvimento Humano
| IDH         | 1991  | 2000  |
| ----------- | ----- | ----- |
| Renda       | 0,533 | 0,587 |
| Longevidade | 0,552 | 0,643 |
| Educação    | 0,582 | 0,693 |
| Total       | 0,555 | 0,641 |

### Saneamento urbano
| Serviço          | Domicílios (%) |
| ---------------- | -------------- |
| Água             | 86,3%          |
| Esgoto sanitário | 73,0%          |
| Coleta de lixo   | 81,7%          |

### Saúde
- 226 leitos hospitalares, todos disponíveis para pacientes do sistema único de saúde (2003, IBGE).
- Mortalidade infantil: 82,9 p/mil (Ministério da Saúde/1998)
- Esperança de vida ao nascer: 63,6 anos (IBGE, Censo 2000).

## Esporte
A cidade de Surubim possuía um clube no Campeonato Pernambucano de Futebol, o Surubim Futebol Clube, que jogava no Estádio Carlos Alberto Gomes de Oliveira. O clube se licenciou em 2012 e não está disputando nenhuma competição. Também há times amadores na cidade como o Independência Futebol Clube.